# مات دي لا بينا
مات دي لا بينا (بالإنجليزية: Matt de la Peña)‏‏ (9 سبتمبر 1951 في بنسيلفانيا - ) كاتب، وروائي من الولايات المتحدة.

## الجوائز
- جائزة نيوبري

## روابط خارجية
- مات دي لا بينا على موقع ميوزك برينز (الإنجليزية)